# Rage Against the Machine

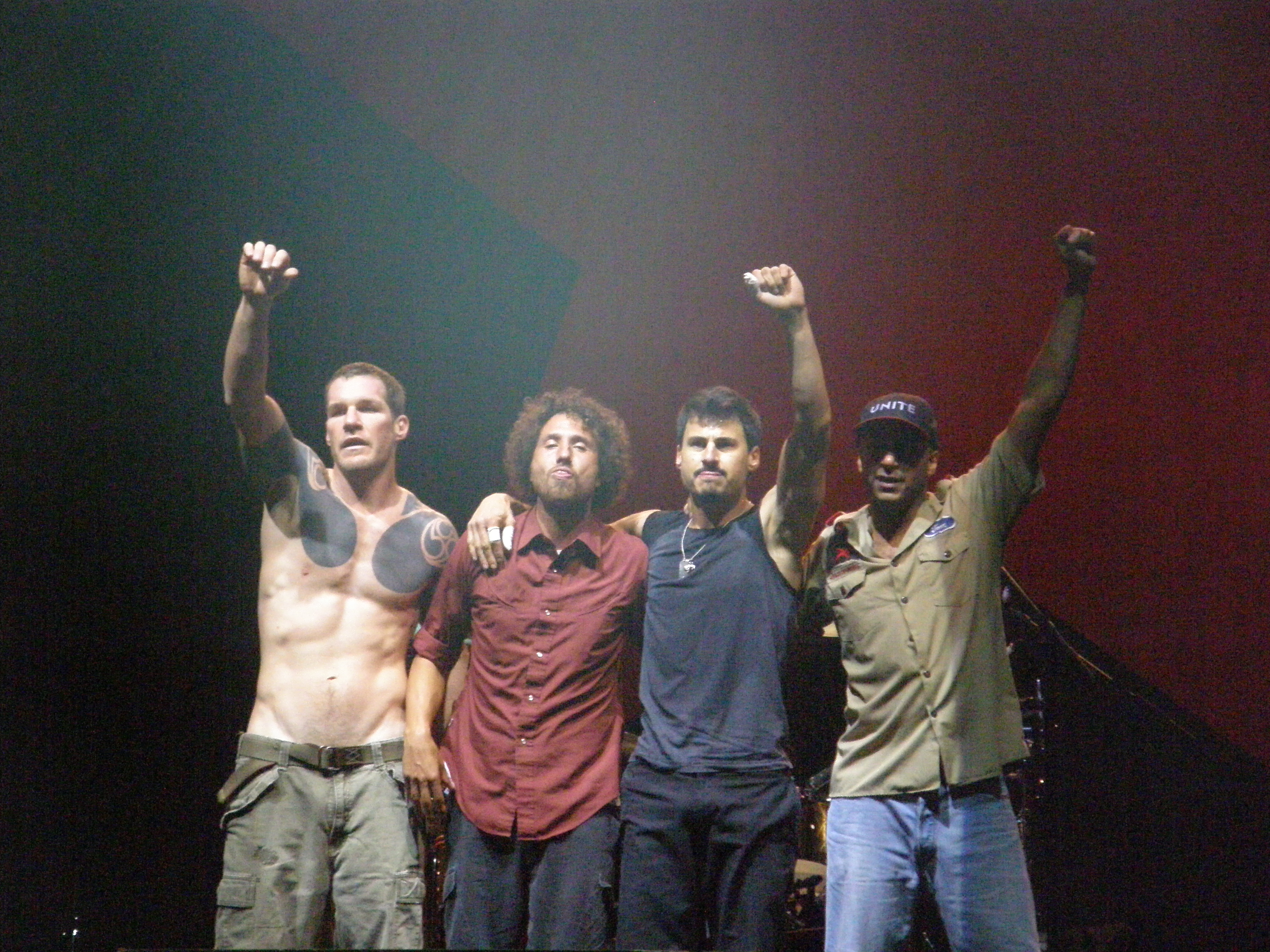

Rage Against The Machine (thông thường còn được gọi là RATM, hay chỉ đơn giản là Rage), là một ban nhạc rock Mỹ đến từ Los Angeles, California, được thành lập vào năm 1991. Thành viên ban nhạc không thay đổi kể từ khi hình thành cho đến nay, bao gồm ca sĩ chính Zack de la Rocha, tay guitar Tom Morello, tay bass Tim Commerford, và tay trống Brad Wilk. Nhóm được xem là một trong những nhóm nhạc đi tiên phong của dòng nhạc Nu metal.
Rage Against The Machine được mọi người ghi nhận là sự pha trộn sáng tạo giữa alternative rock, punk rock, rap, heavy metal và funk cũng như cách họ diễn đạt về chính trị trong lời nhạc. Rage Against The Machine đã lấy cảm hứng từ những dòng nhạc heavy metal trước đó, cũng như các phong cách rap như Public Enemy, Urban Dance Squad và Afrika Bambaataa.
Năm 1992, nhóm đã cho ra đời album đầu tay mang chính tên của nhóm. Album này sau khi được giới thiệu rất thành công, ban nhạc đã được 1 diễn tại Lollapalooza. Album thứ hai được phát hành vào năm 1996 mang tên Evil Empire. Và album thứ ba được mang tên The Battle of Los Angeles được phát hành vào năm 1999. Trong vòng 9 năm đầu tiên, họ đã trở nên nổi tiếng và có ảnh hưởng lớn đến chính trị trong ngành âm nhạc đương đại.
Trước khi tan rã không lâu, vào năm 2000, họ đã phát hành album Renegades và trong album toàn những bài hát cover lại. Zack đã bắt đầu sự nghiệp hát riêng lẻ; phần còn lại của nhóm đã lập 1 "siêu" ban nhạc mang tên Audioslave, trong đó có cựu thủ lĩnh của nhóm Soundgarden: Chris Cornell. Và nhóm này cũng tan rã vào năm 2007.
Vào tháng 4 năm 2007, RATM lần đầu tiên đã diễn chung với nhau trong vòng 7 năm từ khi tan rã. Nhóm đã diễn tại Coachella Valley Music and Arts Festival. Ban nhạc vẫn tiếp tục đi lưu diễn tại một số nơi trên thế giới trong năm 2008.